# Шелехово (Комсомольський район)
Ше́лехово (рос. Шелехово) — село у складі Комсомольського району Хабаровського краю, Росія. Входить до складу Ягодненського сільського поселення.

## Населення
Населення — 30 осіб (2010; 90 у 2002).
Національний склад (станом на 2002 рік):
- росіяни — 88 %